# Ginnastica artistica ai XII Giochi panafricani
Le competizioni di ginnastica artistica agli XI Giochi panafricani si sono svolte dal 26 al 29 agosto 2019 allo Ibn Rochd Hall 1 di Rabat, in Marocco.

## Nazioni partecipanti
Le nazioni partecipanti sono state le seguenti.
- Algeria
- Angola
- Camerun
- Egitto
- Etiopia
- Marocco
- Nigeria[1]
- Rep. del Congo
- Tunisia

## Podi

### Uomini
| Evento                | Oro                                                                                        | Argento                                                                    | Bronzo                                                                          |
| --------------------- | ------------------------------------------------------------------------------------------ | -------------------------------------------------------------------------- | ------------------------------------------------------------------------------- |
| Concorso a squadre    | Algeria Hillal Metedji Mohamed Bourguieg Mohamed Aouicha Ahmed-anis Maoudj Islem Lettreuch | Egitto Mohamed Moubarak Mohamed Afify Zaid Khater Karim Mohamed Ali Zahran | Marocco Nabil Zouhair Zakariae Setti Ayoub Es Seyaf Nahel Bouanane Anass Naciri |
| Concorso individuale  | Hillal Metedji                                                                             | Mohamed Bourguieg                                                          | Mohamed Moubarak                                                                |
| Corpo libero          | Ahmed-anis Maoudj                                                                          | Mohamed Bourguieg                                                          | Nabil Zouhair                                                                   |
| Cavallo con maniglie  | Uche Eke                                                                                   | Mohamed Aouicha                                                            | Wissem Harzi                                                                    |
| Anelli                | Ali Zahran                                                                                 | Mohamed Bourguieg                                                          | Mohamed Moubarak                                                                |
| Volteggio             | Mohamed Bourguieg                                                                          | Ahmed-anis Maoudj                                                          | Mohamed Moubarak                                                                |
| Parallele simmetriche | Hillal Metedji                                                                             | Zaid Khater                                                                | Uche Eke                                                                        |
| Sbarra                | Karim Mohamed                                                                              | Hillal Metedji                                                             | Mohamed Aouicha                                                                 |

### Donne
| Evento                 | Oro                                                                     | Argento                                                                      | Bronzo                                                                                           |
| ---------------------- | ----------------------------------------------------------------------- | ---------------------------------------------------------------------------- | ------------------------------------------------------------------------------------------------ |
| Concorso a squadre     | Egitto Farah Hussein Farah Salem Mandy Mohamed Nancy Taman Zeina Sharaf | Algeria Chama Temmami Lahna Salem Medina Medjahdi Sofia Nair Fatima Mokhtari | Nigeria Amenagawhon Melvin Helen Ocheke Adekemi Adesida Adenike Oyekunle Oluwadamilola Oluwafemi |
| Concorso individuale   | Farah Hussein                                                           | Farah Salem                                                                  | Lahna Salem                                                                                      |
| Volteggio              | Nancy Taman                                                             | Farah Salem                                                                  | Chahed Sakr                                                                                      |
| Parallele asimmetriche | Farah Hussein                                                           | Zeina Sharaf                                                                 | Lahna Salem                                                                                      |
| Trave d'equilibrio     | Farah Hussein                                                           | Mandy Mohamed                                                                | Sofia Nair                                                                                       |
| Corpo libero           | Mandy Mohamed                                                           | Nancy Taman                                                                  | Lahna Salem                                                                                      |

## Medagliere
La nazione ospitante è evidenziata
| Posiz. | Nazione | Oro | Argento | Bronzo | Totale |
| ------ | ------- | --- | ------- | ------ | ------ |
| 1      | Egitto  | 8   | 7       | 3      | 18     |
| 2      | Algeria | 5   | 7       | 5      | 17     |
| 3      | Nigeria | 1   | 0       | 2      | 3      |
| 4      | Marocco | 0   | 0       | 2      | 2      |
| 4      | Tunisia | 0   | 0       | 2      | 2      |
| Totale | Totale  | 14  | 14      | 14     | 42     |